# Dancing the Whole Way Home
Dancing The Whole Way Home (2009) är det fjärde albumet av Miss Li. Det nådde som högst åttonde plats på Sverigetopplistan för album.
Albumet skrevs tillsammans med producenten Sonny Boy Gustafsson och doftar amerikanskt 60-tal och svensk indie. 
Albumet spelades in i Studio Rekord i Årsta Berg.

## Låtlista
1. "I Heard of a Girl" - 2:45
2. "Dirty Old Man" - 3:02
3. "True Love Stalker" - 3:14
4. "Polythene Queen" - 3:34
5. "Is This the End" - 3:28
6. "Dancing the Whole Way Home" - 2:49
7. "Stuck in the Sand" - 3:45
8. "A Daughter or a Son" - 4:30
9. "Bourgeois Shangri-La" - 2:48
10. "The Boy In the Fancy Suit" - 3:12
11. "Stupid Girl" - 4:38

På Spotify finns som 12:e nummer en akustisk version av "I Heard of a Girl" (3:03).

## Listplaceringar
| Lista (2009) | Topplacering |
| ------------ | ------------ |
| Sverige      | 8            |

BAM (Bonnier Amigo Music Group AB)
Den här artikeln är helt eller delvis baserad på material från engelskspråkiga Wikipedia, tidigare version.